# 나탈리아 공화국
나탈리아 공화국 (네덜란드어:Republiek Natalia )은 1839년부터 1843년까지 남아프리카에 존재했던 보어 공화국이었다.

## 같이 보기
- 트란스발 공화국
- 오라녜 자유국
- 보어 공화국